# Fragilariopsis kerguelensis
Fragilariopsis kerguelensis (лат.) — вид морских диатомовых водорослей из семейства Bacillariaceae.

## Описание
Fragilariopsis kerguelensis — одноклеточные фототрофные водоросли размером 10—80 мкм. Кремниевый панцирь отличается от панцирей других видов формой, исчерченностью и строением швов. F. kerguelensis образует цепочки длиной до 300 мкм, состоящие из 20—100 клеток.

## Ареал и среда обитания
Типовые образцы собраны в поверхностных океанических водах между архипелагом Кергелен и островом Херд.
Fragilariopsis kerguelensis обитают в пелагической зоне Южного океана в температурном диапазоне от −1 до 18 °С. Вид встречается в наибольших количествах между антарктическим циркумполярным течением и cубтропическим фронтом.

## Синонимы
В cинонимику вида включают:
- Fragilaria antarctica Castracane, 1886
- Fragilaria kerguelensis (O'Meara) Cleve, 1900
- Fragilariopsis antarctica (Castracane) Hustedt, 1913
- Nitzschia kerguelensis (O'Meara) Hasle, 1965
- Terebraria kerguelensis E.O'Meara, 1876basionym
- Trachysphenia australis var. kerguelensis (O'Meara) De Toni, 1892